# Luther Grosvenor
Luther James Grosvenor (23. prosince 1946 Evesham, Worcestershire) je anglický rockový hudebník, který hrál ve skupině Spooky Tooth, krátce pak ve Stealers Wheel a pod pseudonymem Ariel Bender ve skupinách Mott the Hoople a Widowmaker.
Grosvenor hrál v lokální skupině v rodném městě Evesham, kde se potkal s Jimem Capaldim (později člen skupiny Traffic), se kterým založil skupinu Deep Feelin.
Později se připojil ke skupině The V.I.P.'s, kde nějaký čas hrál i Keith Emerson. Skupina V.I.P.'s pak byla přejmenována na Art a později na Spooky Tooth. Po odchodu od Spooky Tooth vydal Grosvenor sólové album Under Open Skies (Island Records, 1971).
Na návrh zpěváka a písničkáře Lynsey De Paula si změnil jméno na Ariel Bender, které používal ve spojení se skupinou Mott the Hoople. Grosvenor s nimi jezdil po turné v letech 1973 až 1974 a vystupoval na sedmém albu skupiny The Hoople (1974).
Roky strávené se Spooky Tooth (1967 až 1970), Stealers Wheel (1973) a Mott the Hoople (1973 až 1974) byly nejúspěšnějšími v jeho hudební kariéře. Poté, co v roce 1974 odešel od Mott the Hoople a byl nahrazen Mickem Ronsonem, vydal Grosvenor pár sólových alb a založil skupinu Widowmaker, která v roce 1976 vydala album Widowmaker a v roce 1977 Too Late to Cry.
V 90. letech se Grosvenor vrátil k obnoveným Spooky Tooth. V roce 2005 založil skupinu Ariel Bender Band. V letech 2007 až 2008 vystupoval se skupinou Ariel Bender's Mott The Hoople hrající skladby Spooky Tooth a Mott The Hoople.

## Mediální zobrazení
Grosvenor je uveden společně se Spooky Tooth v dokumentu Groupies z roku 1970.